# Aceleracionismo eficaz
El aceleracionismo eficaz o aceleracionismo efectivo, a menudo abreviado como «e/acc», es un movimiento filosófico del siglo XXI que aboga por una postura explícitamente protecnología. Sus defensores creen que el progreso tecnológico irrestricto (especialmente impulsado por la inteligencia artificial) es una solución a problemas humanos universales como la pobreza, la guerra y el cambio climático. Se ven a sí mismos como un contrapeso a opiniones más cautelosas sobre la innovación tecnológica, y a menudo dan a sus oponentes las etiquetas despectivas de «doomers» o «decels» (abreviatura del inglés deceleration, «desaceleración»).
El movimiento tiene un trasfondo utópico y sostiene que los humanos necesitan desarrollarse y construir más rápido para asegurar su supervivencia y propagar la conciencia por todo el universo. Sus fundadores, Guillaume Verdon y alias Bayeslord, lo ven como una forma de«marcar el comienzo de la próxima evolución de la conciencia, creando formas de vida impensables de próxima generación».
Aunque el aceleracionismo eficaz ha sido descrito como un movimiento marginal, ha ganado visibilidad generalizada en 2023. Varias figuras destacadas de Silicon Valley, incluidos los inversores Marc Andreessen y Garry Tan, lo respaldaron explícitamente añadiendo «e/acc» a sus perfiles públicos en las redes sociales.

## Etimología y creencias centrales
El aceleracionismo eficaz, un acrónimo de «aceleracionismo» y «altruismo eficaz», es un movimiento fundamentalmente tecnooptimista. Según Guillaume Verdon, uno de los fundadores del movimiento, su objetivo es que la civilización humana «escale el gradiente de Kardashov», lo que significa que su propósito es que la civilización humana se eleve a los siguientes niveles en la escala de Kardashov maximizando el uso de energía.
Para lograr este objetivo, el aceleracionismo eficaz quiere acelerar el progreso tecnológico. Está fuertemente centrado en la inteligencia artificial fuerte (AGI por sus siglas en inglés), porque considera que la AGI es fundamental para ascender en la escala de Kardashov. Por ello, el movimiento aboga por el desarrollo y despliegue ilimitados de la inteligencia artificial. La regulación de la inteligencia artificial y la intervención gubernamental en los mercados en general encuentran oposición. Muchos de sus defensores tienen puntos de vista libertarios y piensan que los AGI estarán más alineados si muchos AGI compiten entre sí en el mercado.
Los fundadores del movimiento lo consideran arraigado en la teoría de Jeremy England sobre el origen de la vida, que se centra en la entropía y la termodinámica. Según ellos, el universo tiene como objetivo aumentar la entropía y la vida es una forma de aumentarla. Al difundir la vida por todo el universo y hacer que la vida consuma cantidades cada vez mayores de energía, se cumpliría el propósito del universo.

## Historia

### Orígenes intelectuales
Si bien Nick Land es visto como el creador intelectual del aceleracionismo contemporáneo en general, los orígenes precisos del aceleracionismo eficaz siguen sin estar claros. La primera referencia conocida al movimiento se remonta a un boletín de mayo de 2022 publicado por cuatro autores seudónimos conocidos por sus nombres de usuario X (anteriormente Twitter) @BasedBeffJezos, @bayeslord, @zestular y @creatine_cycle.
El aceleracionismo eficaz incorpora elementos de subculturas más antiguas de Silicon Valley, como el transhumanismo y el extropianismo, que de manera similar enfatizaron el valor del progreso y resistieron los esfuerzos para restringir el desarrollo de la tecnología, así como el trabajo de la Unidad de Investigación de Cultura Cibernética.

### Divulgación de la identidad de BasedBeffJezos
Forbes reveló en diciembre de 2023 que el usuario @BasedBeffJezos era Guillaume Verdon, un exingeniero de computación cuántica y físico teórico canadiense de Google. La revelación fue respaldada por un análisis de voz realizado por el Centro Nacional de Análisis Forense de Medios de la Universidad de Colorado en Denver, que confirmó además la coincidencia entre Jezos y Verdon. La revista justificó su decisión de revelar la identidad de Verdon alegando que era «de interés público».
El 29 de diciembre de 2023, Guillaume Verdon fue entrevistado por Lex Fridman en el Lex Fridman Podcast y presentado como el «fundador del movimiento e/acc (aceleracionismo eficaz)».

## Relación con otros movimientos

### Aceleracionismo tradicional
El aceleracionismo tradicional, tal como lo desarrolló el filósofo británico Nick Land, ve la aceleración del cambio tecnológico como una forma de lograr una transformación fundamental de la cultura, la sociedad y la economía política actuales. En sus escritos anteriores vio la aceleración del capitalismo como una forma de superar este propio sistema económico. Por el contrario, el aceleracionismo eficaz no busca superar el capitalismo ni introducir un cambio social radical, sino que intenta maximizar la probabilidad de una singularidad del tecnocapital, desencadenando una explosión de inteligencia en todo el universo y maximizando el uso de energía.

### Altruismo eficaz
El aceleracionismo eficaz también difiere de los principios del atruismo eficaz, que prioriza el uso de evidencia y razonamiento para identificar las formas más efectivas de mejorar el mundo de manera altruista. Esta divergencia proviene especialmente de una escuela de pensamiento dentro del altruismo eficaz: el largoplacismo. Desde una visión a largo plazo, es necesario un manejo muy cauteloso del AGI para asegurar un AGI alineado con los humanos, porque los partidarios del largo plazo temen que cualquier AGI desalineado pueda conducir al final a la extinción humana.
En contraste, el aceleracionismo eficaz enfatiza el potencial transformador de la tecnología y el capitalismo. Sus defensores consideran que riesgos existenciales derivados de la AGI son insignificantes, y que incluso si no lo fuera, los mercados libres descentralizados mitigarían este riesgo mucho mejor que la regulación gubernamental centralizada.

### Decrecimiento
El aceleracionismo eficaz también contrasta marcadamente con el movimiento de decrecimiento, a veces descrito por él como «desaceleracionismo». El movimiento por el decrecimiento aboga por reducir la actividad económica y el consumo para abordar cuestiones ecológicas y sociales. Por el contrario, el aceleracionismo eficaz abarca el progreso tecnológico, el consumo de energía y la dinámica del capitalismo, en lugar de abogar por una reducción de la actividad económica.

## Recepción
El Techno-Optimist Manifesto («Manifiesto tecno-optimista»), un ensayo de 2023 de Marc Andreessen, ha sido descrito por el Financial Times y el Süddeutsche Zeitung alemán como partidario de las opiniones del aceleracionismo eficaz. En un ensayo de 2023, Effective obfuscation («Ofuscación efectiva»), Molly White critica el movimiento, sugiriendo que simplemente proporciona una cobertura filosófica superficial para los motivos y comportamientos tradicionales de la industria. Sostiene además que ya se ha intentado crear una industria tecnológica «dirigida por un grupo de tecnoutopistas y aquellos que piensan que pueden reducirlo todo a mercados y ecuaciones», sirviendo principalmente como una herramienta para que los ricos justifiquen retroactivamente sus elecciones en lugar de influir. toma de decisiones significativa.
David Swan del The Sydney Morning Herald ha criticado el aceleracionismo eficaz debido a su oposición a la autorregulación del gobierno y la industria. Sostiene que «innovaciones como la IA necesitan regulaciones y barreras de seguridad bien pensadas [...] para evitar los innumerables errores que Silicon Valley ya ha cometido». Durante el Foro de Defensa Nacional Reagan de 2023, la secretaria de Comercio de los Estados Unidos, Gina Raimondo, advirtió contra la adopción de la mentalidad de «moverse rápido y romper cosas» asociada con la «aceleración efectiva [sic]». Hizo hincapié en la necesidad de actuar con cautela al tratar con la IA, afirmando que «eso es demasiado peligroso. No se pueden romper cosas cuando se habla de IA». En una línea similar, Ellen Huet argumentó en Bloomberg News que algunas de las ideas del movimiento eran «profundamente inquietantes», centrándose especialmente en el «posthumanismo» de Guillaume Verdon y la visión de que «la selección natural podría llevar a la IA a reemplazarnos [a los humanos] como especie dominante».